# Ponta da Areia
Expansão arenosa reforçada por um esporão, adjacente à foz do rio Guadiana, que ajuda a definir a Baía de Monte Gordo. Situa-se no concelho de Vila Real de Santo António e corresponde à extremidade sudeste do Algarve e de Portugal Continental.
A área onde se insere foi alvo de um Plano de Pormenor pela Câmara Municipal de Vila Real de Santo António, que nos seus Termos de Referência qualificam a zona como possuindo condições de desenvolvimento excecionais, devido à sua localização, junto à foz do quarto maior rio da Península Ibérica, da Mata Nacional das Dunas Litorais de Vila Real de Santo António e da praia.